# المملكة العربية السعودية (كتاب)
كتاب المملكة العربية السعودية ماضيا وحاضرا - الأرض. الإنسان. الحضارة، هذا الكتاب يقدم صورة أمينة للمملكة العربية السعودية إنساناً، وأرضاً، وثقافة، من خلال عرض متوازن بالكلمة الموثقة والصورة المبدعة، فهو يرصد الجوانب الجمالية في الطبيعة، والجغرافيا، والموروثات الثقافية والحضارية.
اعتمد الكتاب المباشرة في العرض بعيداً عن الإنشائيات والعموميات، ويستند إلى المعلومة الصحيحة المدعمة بالأرقام والإحصائيات والمقارنات الزمنية باتجاه ينطلق من القديم إلى الحديث في تطور البنى الاجتماعية والثقافية والاقتصادية في السعودية.
يحتوي الكتاب على ما يقارب 800 صورة ملونة، تجعل منه سياحة معرفية ممتعة، وتمكِّن من رسم صورة واقعية للإرث الكبير في التقاليد وأنماط الحياة العربية الأصلية، التي تُجذِّر في الإنسان السعودي روح الكفاح، في سبيل بناء حياة عصرية، ومن أجل مشاركة إيجابية في الجهد الحضاري، والارتقاء إلى مستوى متقدم من التقنية والخدمات والوعي الاجتماعي الشامل.
صدر الكتاب عام 2013 م وصدر منه نسخة إنجليزي عام 2014 م

## هيئة انجاز الكتاب
اعتمد الكتاب على الإعداد العلمي المتخصص، إذ قام على الكتابة في كل موضوع من موضوعاته أستاذ متخصــص لضمــان الدقــة والموضوعيــة، وقــد تطلــب هذا العمل الجماعي 30 متخصصاً مــن الباحثين والكتّاب. واشترك في مهمة التصوير طاقم مكون من تسعة مصورين، فضلاً عن صور أخرى تم الحصول عليها من أشخاص وجهات مختلفة.
شخصيات بارزة عملت على الكتاب:
- د. فهد العرابي الحارثي
- د. عبد الرحمن العناد
- عبد الرحمن الجريسي

## المواصفات الفنية للكتاب
- الحجم: 32x27سم بورتريت (حجم كتالوجي).
- عدد الصفحات 448 صفحة.
- 800 صورة ملونة و 40 رسماً بيانياً.
- 6 خرائط تفصيلية عن المملكة.

## ابواب الكتاب
الباب الأول: الأرض
تشغل المملكة العربية السعودية مساحة نحو مليوني 2,250,000 كيلو متر من أرض الجزيرة العربية، مع ساحل غربي على البحر الأحمر بطـول 1,800كم، وساحل شرقي على الخليج العربي، بطول 500كم، وهذه المساحة القارية تشكلها تضاريس ومناخات متعددة.
الباب الثاني: الإنسان
ازداد عدد سكان المملكة العربية السعودية من ثلاثة ملايين نسمة تقريباً عــــام 1962م، إلــى ما يتجاوز عن سبعة وعشرين مليوناً في عام 2010م، ومـن المتوقع أن يصل العدد إلى حوالـي ثلاثة وثلاثين مليـون نسمة في عام 2024م. وتعود أسباب هذا الازدياد الكبير إلى استقرار الأحوال السياسية، وتحسن مستويات المعيشة، وتوفر الخدمات الصحية.
الباب الثالث: الحضارة
تقوم الحضارة السعودية بكل تشعباتها الثقافية والتراثية والتنموية على أسس راسخة مستمدة من كتاب الله، وسنة المصطفى -عليه الصلاة والسلام- وهي لهذا السبب ليست حضارة وقتية، وإنما تمثل استمراراً لحضارة شبه الجزيرة العربية التي ظل فيها بيت الله الحرام شامخاً عبر التاريخ، قبلة للمسلمين، ونبراسا مضيئاً مشرقاً مؤثراً في الحضارة الإنسانية كلها.